# Pseudoeucanthus uniseriatus
Pseudoeucanthus uniseriatus is een eenoogkreeftjessoort uit de familie van de Bomolochidae. De wetenschappelijke naam van de soort is voor het eerst geldig gepubliceerd in 1913 door Wilson C.B..